# Pseudo-pene
Uno pseudo-pene è una struttura apparentemente simile come forma a un pene, ma derivante da un differente percorso di sviluppo.
Nei mammiferi, i maschi sani di tutte le specie sono dotati di pene: le femmine sono invece dotate di clitoride, che in alcune specie ha dimensioni sufficienti da poter essere considerato uno pseudo-pene. Le specie di mammiferi in cui le femmine possono essere considerate munite di pseudo-pene sono le seguenti:
- Iena maculata (Crocuta crocuta);
- Scimmie scoiattolo (Saimiri sp.);
- Binturong (Arctictis binturong);
- Alcune specie di lemuri
- Le scimmie ragno del genere Ateles presentano clitoride e grandi labbra molto grandi e protrusi.

Lo pseudo-pene dei mammiferi viene utilizzato in particolare nelle manifestazioni di supremazia o sottomissione: nelle iene, in particolare, quest'accessorio ha un ruolo anche nella minzione e durante l'accoppiamento ed il parto.
Fra gli uccelli, lo pseudo-pene è cosa rara, anche e soprattutto perché solo il 3% delle specie sono dotate di un vero e proprio pene per la copula: fra queste Ratiti, Animidi, Anatidi e Cracidi sono dotati di un vero e proprio fallo, evoluto come risposta evolutiva alla selezione sessuale, mentre le altre specie si affidano alla semplice giustapposizione fra le cloache dei due sessi.

Un esempio di pseudo-pene presente fra gli uccelli è la bufaga africana Bubalornis niger.